# Frăsinet, Buzău
Frăsinet este un sat în comuna Calvini din județul Buzău, Muntenia, România. Satul Frăsinet se află într-o zonă de deal cu pășuni, livezi și păduri, aflându-se la limita județelor Prahova și Buzău. .